# Margaret A. Brewer
Margaret Ann Brewer (ur. 1 lipca 1930 w Durand, zm. 2 stycznia 2013 w Springfield) – amerykańska generał w United States Marine Corps.

## Życiorys
Margaret Brewer urodziła się w mieście Durand w stanie Michigan w 1930 roku, gdzie otrzymała wykształcenie podstawowe. Ukończyła katolickie liceum w Baltimore w stanie Maryland. 
W styczniu 1952 roku otrzymała tytuł licencjata z geografii na Uniwersytecie Michigan, była członkiem bractwa Alpha Zeta Tau. Po ukończeniu studiów dołączyła do United States Marine Corps i do czerwca 1953 roku służyła jako oficer łączności. 
Od września 1955 roku do czerwca 1958 roku była instruktorem w oddziałach kobiecych w Norfolk Virginii i Marine Corps Base Camp Lejeune. W grudniu 1966 roku awansowała do stopnia podpułkownika. 11 maja 1978 roku została mianowana do stopnia generała brygady. 1 lipca 1980 przeszła w stan spoczynku. Była pierwszą kobietą w historii United States Marine Corps w stopniu generała.
Została dwukrotnie odznaczona Legią Zasługi.